# بول تيلفور
بول تيلفور (بالإنجليزية: Paul Telfer)‏ (21 أكتوبر 1971 بإدنبرة في المملكة المتحدة - ) هو لاعب كرة قدم بريطاني في مركز الدفاع. شارك مع منتخب اسكتلندا تحت 21 سنة لكرة القدم ومنتخب اسكتلندا الثانوي لكرة القدم ‏ ومنتخب اسكتلندا لكرة القدم. أما مع النوادي، فقد لعب مع كوفنتري سيتي وليدز يونايتد ونادي بورنموث ونادي ساوثهامبتون ونادي سلتيك ونادي لوتون تاون ونادي سلاو تاون وساتون يونايتد.

## مسيرته الكروية
لعب بول تيلفور خلال مسيرته الاحترافية مع 8 أندية في ثلاثة وعشرون موسمًا وسجل خلالها 28 هدفًا ضمن 598 مباراة. حيث فاز في موسم واحد بالكأس وفي موسمين بالدوري.
خاض بول تيلفور مسيرته مع نادي لوتون تاون في موسم 1990–91 ليلعب معه خمسة مواسم، مشاركًا في 144 مباراة سجل خلالها 19 هدفًا. ثم انتقل إلى نادي كوفنتري سيتي في موسم 1995–96 ليلعب معه ستة مواسم، حيث شارك في 191 مباراة سجل خلالها 6 أهداف. لينتقل بعدها إلى نادي ساوثهامبتون في موسم 2001–02 ليلعب معه أربعة مواسم، مشاركًا في 127 مباراة سجل خلالها هدفًا واحدًا. ثم انتقل إلى نادي سلتيك في موسم 2005–06 ولمدة موسمين، مشاركًا في 57 مباراة سجل خلالها هدفًا واحدًا أيضًا. هذا وانتقل لاحقًا إلى نادي بورنموث في موسم 2007–08 لمدة موسم واحد، مشاركًا في 18 مباراة ولم يسجل أي هدف. ثم انتقل بعدها إلى نادي سلاو تاون في موسم 2008–09 لمدة موسم واحد، مشاركًا في مباراتين ولم يسجل أي هدف أيضًا. ليعود وينتقل من جديد، لكن هذه المرة إلى ساتون يونايتد في موسم 2011–12 واستمر معه طيلة ثلاثة مواسم، مشاركًا في 45 مباراة سجل خلالها هدفًا واحدًا.

## وصلات خارجية
- بول تيلفور على موقع قاعدة بيانات كرة القدم.إي يو (الإنجليزية)
- بول تيلفور على موقع ناشيونال فوتبول تيمز (الإنجليزية)
- بول تيلفور على موقع Soccerbase.com (لاعب) (الإنجليزية)
- بول تيلفور على موقع عالم كرة القدم.نت (الإنجليزية)